# Xuclamel xilosti
El xuclamel xilosti (Lonicera xylosteum) és un arbust de la família de les caprifoliàcies. També rep el nom de boix moll, xuclamel, xuclamel de bosc o xuclamel santjoaner.

## Descripció

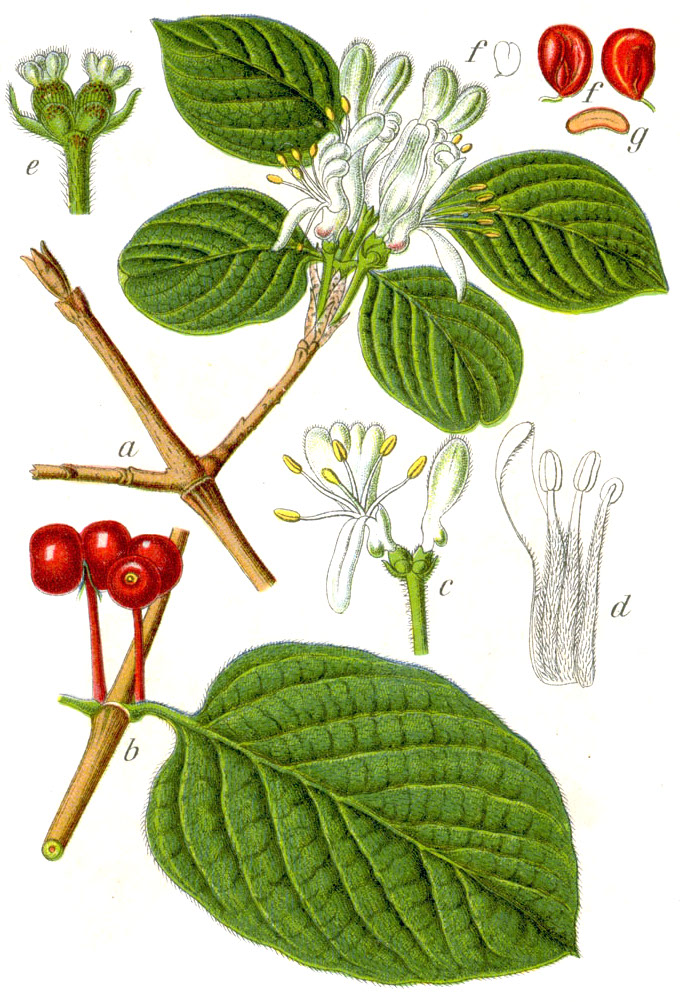
Flors i fruits

És un arbust caducifoli erecte, d'1 a 2 m d'alçada, de fulles el·líptiques, enteres, peciolades, oposades, blanes, lleugerament rugoses.
Les flors són blanques tirant a groguenques cap al final de la floració, sense olor, unides per parelles en un peduncle pelut. Corol·la tubular, amb dos llavis, inferior sencer i superior amb 4 lòbuls, amb 5 estams. Floreix entre els mesos de maig i juny.
Els fruits són baies globuloses vermelles, unides per parelles.

## Origen i hàbitat
És una espècie eurasiàtica, medioeuropea. És un arbust heliòfil o de mitja ombra que prefereix sòls argilosos, margues o llims d'aciditat (pH) lleugerament àcid o bàsic. Espècie mesòfila, amb elevada amplitud hídrica. Creix especialment en terrenys calcàris.
Als Països Catalans es fa principalment a les rouredes humides, i formacions pròpies d'indrets frescals, com ara l'avellanosa, freixenedes i pinedes de pi roig.
Creix entre els 0 i els 2.000 metres d'altitud.

## Etimologia
El terme Lonicera prové del nom del botànic alemany Adam Lonitzer (1528–1586). La paraula llatina xylosteum prové del terme grec xylosteon que significa fusta dura com os.